# Zoological Record
The Zoological Record (ZR) — международный зоологический  журнал, публикующий названия животных. Неофициальный мировой регистр всех научных названий (таксонов) в зоологии. Основан в 1864 году.

## История
Журнал основан в 1864 году. Он стартовал под эгидой Зоологического общества Лондона (Zoological Society of London) и первоначально назывался The Record of Zoological Literature. 
Основателями стали Альберт Гюнтер и группа зоологов, ассоциированных с Музеем естествознания (Лондон) и Зоологическим обществом Лондона. Первый том был издан Джоном ван Вурстом (John Van Voorst) в 1865 году, в котором был обзор зоологической литературы за 1864 год.
Современное название Zoological Record приобрел в 1870 году. 
С 1980 до 2004 журнал издавался организацией BIOSIS, а начиная с  2004 года его издаёт компания Thomson Reuters.
Ежегодно в журнале публикуется 75,000 новых записей; всего с 1864 года учтено около 3,5 млн. названий животных всех рангов (с учётом отвергнутых и синонимов). 
В январе 2001 года, организация BIOSIS в партнерстве с Cambridge Scientific Abstracts начали создание новой близкой по тематике базы данных Zoological Record Plus, которая включает рефераты из базы данных Biological Sciences database, продуцируемой CSA.
Организация BIOSIS также создала Index to Organism Names (ION), свободную базу данных, которая служит онлайновым индексом всех новых и старых названий таксонов животных, опубликованных  в журнале Zoological Record. С 2004 года (с переходом  в компанию Thomson Reuters), ION стал дополнятся информацией из других баз данных, таких как BIOSIS Previews и Biological Abstracts.
Со временем появились сходные биологические номенклатурные организации и базы данных. Например, Committee on Data for Science and Technology (CODATA), the Global Biodiversity Information Facility (GBIF), Species 2000 и the Taxonomic Databases Working Group (TDWG).  Он-лайновые базы данных существуют и в интернете, например, такие как Tree of Life Web Project, Encyclopedia of Life, Catalogue of Life и Wikispecies.

## Названия и нумерация
Журнал начал охватывать своими обзорами разные типы животных не одновременно, а в разные годы. Поскольку классификация менялась со временем, то и названия и нумерация тематических томов (серий) также изменялась с годами. А самый «толстый» том (№13) со списками названий новых таксонов насекомых со временем разделился на 6 новых: 13A - General Insecta & smaller orders, 13B - Coleoptera, 13C - Diptera, 13D - Lepidoptera, 13E - Hymenoptera, 13F - Hemiptera.
| 1865              | 1900                                                    | 1968                         | 2007                                     |
| ----------------- | ------------------------------------------------------- | ---------------------------- | ---------------------------------------- |
| 1. Mammalia       | 1. General Subjects                                     | 1. Comprehensive zoology     | 1. Comprehensive zoology                 |
| 2. Aves           | 2. Mammalia                                             | 2. Protozoa                  | 2. Protozoa                              |
| 3. Reptilia       | 3. Aves                                                 | 3. Porifera                  | 3. Porifera & Archaeocyatha              |
| 4. Pisces         | 4. Reptilia & Batrachia                                 | 4. Coelenterata              | 4. Coelenterata & Ctenophora             |
| 5. Mollusca       | 5. Pisces                                               | 5. Echinodermata             | 5. Echinodermata                         |
| 6. Molluscoida    | 6. Tunicata                                             | 6. Vermes                    | 6A. Platyhelminthes & Nematoda etc.      |
| 7. Crustacea      | 7. Mollusca                                             | 7. Brachiopoda               | 6B. Annelida & Miscellaneous minor phyla |
| 8. Arachnida      | 8. Brachiopoda                                          | 8. Bryozoa                   | 6C. Conodonta & Fossil miscellanea       |
| 9. Myriopoda      | 9. Bryozoa                                              | 9. Mollusca                  | 7. Brachiopoda                           |
| 10. Insecta       | 10. Crustacea                                           | 10. Crustacea                | 8. Bryozoa (Polyzoa) & Entoprocta        |
| Coleoptera        | 11. Arachnida                                           | 11. Trilobita                | 9. Mollusca                              |
| Hymenoptera       | 12. Myriopoda & Prototracheata                          | 12. Arachnida                | 10. Crustacea                            |
| Lepidoptera       | 13. Insecta                                             | 13. Insecta                  | 11. Trilobitomorpha                      |
| Diptera           | 14. Echinoderma                                         | 14. Protochordata            | 12. Arachnida & Smaller arthropod groups |
| Neuroptera        | 15. Vermes                                              | 15. Pisces                   | 13A. General Insecta & smaller orders    |
| Orthoptera        | 16. Cœlenterata                                         | 16. Amphibia                 | 13B. Coleoptera                          |
| Rhynchota         | 17. Spongiæ                                             | 17. Reptilia                 | 13C. Diptera                             |
| 11. Rotifera      | 18. Protozoa                                            | 18. Aves                     | 13D. Lepidoptera                         |
| 12. Annelida      | Alphabetical Index of New Names of Genera and Subgenera | 19. Mammalia                 | 13E. Hymenoptera                         |
| 13. Helminthes    |                                                         | 20. List of new genera, etc. | 13F. Hemiptera                           |
| 14. Echinodermata |                                                         |                              | 14. Protochordata                        |
| 15. Cœlenterata   |                                                         |                              | 15. Pisces                               |
| 16. Protozoa      |                                                         |                              | 16. Amphibia                             |
|                   |                                                         |                              | 17. Reptilia                             |
|                   |                                                         |                              | 18. Aves                                 |
|                   |                                                         |                              | 19. Mammalia                             |
|                   |                                                         |                              | 20. List of new taxonomic names          |